# Coyolles
Coyolles és un municipi francès situat al departament de l'Aisne i a la regió dels Alts de França. L'any 2007 tenia 349 habitants.

## Demografia

### Població
El 2007 la població de fet de Coyolles era de 349 persones. Hi havia 85 famílies de les quals 20 eren unipersonals (12 homes vivint sols i 8 dones vivint soles), 27 parelles sense fills, 23 parelles amb fills i 15 famílies monoparentals amb fills.
La població ha evolucionat segons el següent gràfic:
Habitants censats

### Habitatges
El 2007 hi havia 104 habitatges, 84 eren l'habitatge principal de la família, 12 eren segones residències i 8 estaven desocupats. 102 eren cases i 1 era un apartament. Dels 84 habitatges principals, 62 estaven ocupats pels seus propietaris, 16 estaven llogats i ocupats pels llogaters i 6 estaven cedits a títol gratuït; 7 tenien dues cambres, 9 en tenien tres, 22 en tenien quatre i 46 en tenien cinc o més. 62 habitatges disposaven pel capbaix d'una plaça de pàrquing. A 31 habitatges hi havia un automòbil i a 44 n'hi havia dos o més.

### Piràmide de població
La piràmide de població per edats i sexe el 2009 era:
| Homes | Edats   | Dones |
| ----- | ------- | ----- |
| 0     | 95 o +  | 0     |
| 0     | 90 a 94 | 0     |
| 0     | 85 a 89 | 0     |
| 0     | 80 a 84 | 0     |
| 4     | 75 a 79 | 4     |
| 0     | 70 a 74 | 4     |
| 0     | 65 a 69 | 4     |
| 4     | 60 a 64 | 0     |
| 8     | 55 a 59 | 8     |
| 24    | 50 a 54 | 8     |
| 28    | 45 a 49 | 24    |
| 24    | 40 a 44 | 16    |
| 56    | 35 a 39 | 0     |
| 12    | 30 a 34 | 8     |
| 12    | 25 a 29 | 8     |
| 8     | 20 a 24 | 20    |
| 12    | 15 a 19 | 12    |
| 4     | 10 a 14 | 8     |
| 0     | 5 a 9   | 8     |
| 8     | 0 a 4   | 4     |

## Economia
El 2007 la població en edat de treballar era de 287 persones, 216 eren actives i 71 eren inactives. De les 216 persones actives 202 estaven ocupades (156 homes i 46 dones) i 14 estaven aturades (5 homes i 9 dones). De les 71 persones inactives 12 estaven jubilades, 12 estaven estudiant i 47 estaven classificades com a «altres inactius».

### Ingressos
El 2009 a Coyolles hi havia 90 unitats fiscals que integraven 234 persones, la mediana anual d'ingressos fiscals per persona era de 23.048 €.

### Activitats econòmiques
Dels 6 establiments que hi havia el 2007, 1 era d'una empresa de fabricació d'altres productes industrials, 1 d'una empresa de comerç i reparació d'automòbils, 1 d'una empresa d'hostatgeria i restauració, 2 d'empreses immobiliàries i 1 d'una empresa de serveis.
Dels 2 establiments de servei als particulars que hi havia el 2009, 1 era un restaurant i 1 agència immobiliària.
L'any 2000 a Coyolles hi havia 4 explotacions agrícoles.

## Poblacions més properes
El següent diagrama mostra les poblacions més properes.